# Myiagra
Myiagra é um género de ave da família Monarchidae.
Este género contém as seguintes espécies:
- Myiagra albiventris
- Myiagra alecto
- Myiagra atra
- Myiagra azureocapilla
- Myiagra caledonica
- Myiagra cervinicauda
- Myiagra cyanoleuca
- Myiagra erythrops
- Myiagra ferrocyanea
- Myiagra freycineti
- Myiagra galeata
- Myiagra hebetior
- Myiagra oceanica
- Myiagra pluto
- Myiagra rubecula
- Myiagra ruficollis
- Myiagra vanikorensis
- Myiagra inquieta